# Новониколаевка (Веселиновский район)
Новоникола́евка (укр. Новомиколаївка) — село в Веселиновском районе Николаевской области Украины.
Население по переписи 2001 года составляло 46 человек. Почтовый индекс — 329732. Телефонный код — 5163. Занимает площадь 0,299 км².

## История
В 1945 г. Указом ПВС УССР хутор Греки переименован в Новониколаевку.

## Местный совет
57030, Николаевская обл., Веселиновский р-н, пгт Кудрявцевка, ул. Ленина, 33